# Cœurs vaillants (film)
Ne doit pas être confondu avec le magazine Cœurs vaillants
Pour plus de détails, voir Fiche technique et Distribution.
Cœurs vaillants  est un film franco-belge co-écrit et réalisé par Mona Achache et sorti en 2021. Le titre fait référence aux revues pour la jeunesse Cœurs vaillants.

## Synopsis
Des enfants juifs sont cachés dans le château de Chambord, au milieu des œuvres d’art cachées du Louvre, dont La Joconde. Dans leur cache, les enfants découvrent notamment des exemplaires de la revue Cœurs vaillants.

## Fiche technique
Sauf indication contraire, les informations mentionnées dans cette section peuvent être confirmées par les bases de données cinématographiques IMDb et Allociné,  présentes dans la section « Liens externes ».
- Titre original : Cœurs vaillants
- Réalisation : Mona Achache
- Scénario : Valérie Zenatti, Mona Achache, Christophe Offenstein, Jean Cottin, Anne Berest
- Musique : Benoit Raul
- Montage : Béatrice Herminie
- Photographie : Isarr Eiriksson
- Direction artistique :
- Costumes : Julie Miel
- Décors : Véronique Sacrez
- Producteur : Jean Cottin
- Sociétés de production : Les Films du Cap, Orson Films, Scope Pictures
- Société de distribution : BAC Films (France)
- Pays de production :  France,  Belgique[3]
- Langue originale : français
- Genre : Drame historique
- Format : couleurs - 2,35:1 - 35 mm - Dolby Digital / DTS
- Durée : 85 minutes
- Dates de sortie :
  - France :  1er octobre 2021 (festival international War on Screen)[4] ; 11 mai 2022 (sortie nationale)[5]
- Classification :
  - France : tous publics[6]

## Distribution
Sauf indication contraire, les informations mentionnées dans cette section peuvent être confirmées par les bases de données cinématographiques IMDb et Allociné,  présentes dans la section « Liens externes ».
- Camille Cottin : Rose
- Maé Roudet--Rubens : Hannah
- Léo Riehl : Jacques
- Ferdinand Redouloux : Josef
- Lilas-Rose Gilberti : Clara
- Asia Suissa-Fuller : Henriette
- Luka Haggège : Léon
- Félix Nicolas : Paul
- Swann Arlaud : le conservateur
- Anne-Lise Heimburger : l'officier allemand
- Patrick d'Assumçao : le curé
- Franck Beckmann : le garde-chasse
- Laurent Hautot : un soldat allemand

## Production

### Genèse et développement
Le film s'inspire de l'histoire vraie de Suzanne Achache-Wiznitzer, la grand-mère de la réalisatrice Mona Achache, qui était une enfant juive cachée placée en famille d'accueil pendant la Seconde Guerre mondiale pour échapper à la Shoah,,.
Le personnage de Rose est librement inspiré de celui de Rose Valland, conservatrice de musée qui permit de tracer les spoliations de collections juives. Le titre fait référence aux revues pour la jeunesse Cœurs vaillants.
Le film est une coproduction entre les françaises Les Films du Cap et Orson Films et la société belge Scope Pictures. Il a été préacheté par Canal+ et Ciné+ en 2020.

### Tournage
Le tournage démarre le 29 juillet 2020 et se termine le 15 septembre 2020, il a lieu principalement à Chambord et son château,. Il se déroule avec un protocole sanitaire strict lié à la pandémie de Covid-19. La production du film a construit une cabane dans la forêt qui devrait être préservée par Chambord.

### Musique
La musique du film, composée par Benoit Rault, est sortie le 2 mai 2022.

## Sortie
Le film est présenté en avant-première mondiale au festival international War on Screen le 1er octobre 2021. BAC Films sort le film en salles en France le 11 mai 2022.

## Accueil

### Critique
En France, le site Allociné propose une moyenne de 2,7⁄5, après avoir recensé 9 critiques de presse.

### Box-office
| Pays ou région | Box-office     | Date d'arrêt du box-office | Nombre de semaines |
| -------------- | -------------- | -------------------------- | ------------------ |
| France         | 26 029 entrées | 22 juin 2022               | 6                  |
| Total mondial  | -              | -                          | -                  |